# 邱士峻
邱士峻（1986年10月3日—，英文：Chiu Shih Chun,Nate），台灣藝人、模特兒，有「翻版柯震東」之稱，為2011年亞洲先生競選冠軍及魅男大獎得主。

## 演出作品
- 亞洲電視
  - 2011 ATV亞洲小姐競選大中華總決賽 (表演嘉賓) (2011)
  - ATV 2012人氣春晚‧唱紅亞洲 (表演嘉賓) (2012)
  - Eva會客室 (訪問嘉賓) (2012)
  - 亞視百人 (訪問嘉賓) (2012)
  - 2012 ATV亞洲先生競選 (表演嘉賓) (2012)
- 民間全民電視公司
  - 2011 廉政英雄飾 尤天樂
- 台灣電視公司
  - 2012 女人花飾 吳警官
- 東森電視台
  - 2012 嚐鮮Let’s Go 新台灣大體驗主持人

## 獎項
- 2011年亞洲先生競選冠軍
- 2011年亞洲先生競選魅男大獎